# TRAPPC2L
TRAPPC2L (англ. Trafficking protein particle complex 2 like) – білок, який кодується однойменним геном, розташованим у людей на 16-й хромосомі. Довжина поліпептидного ланцюга білка становить 140 амінокислот, а молекулярна маса — 16 146.
| 10         |  | 20         |  | 30         |  | 40         |  | 50         |
| ---------- |  | ---------- |  | ---------- |  | ---------- |  | ---------- |
| MAVCIAVIAK |  | ENYPLYIRST |  | PTENELKFHY |  | MVHTSLDVVD |  | EKISAMGKAL |
| VDQRELYLGL |  | LYPTEDYKVY |  | GYVTNSKVKF |  | VMVVDSSNTA |  | LRDNEIRSMF |
| RKLHNSYTDV |  | MCNPFYNPGD |  | RIQSSRAFDN |  | MVTSMMIQVC |  |            |

A: Аланін

C: Цистеїн

D: Аспарагінова кислота

E: Глутамінова кислота

F: Фенілаланін

G: Гліцин

H: Гістидин

I: Ізолейцин

K: Лізин

L: Лейцин

M: Метіонін

N: Аспарагін

P: Пролін

Q: Глутамін

R: Аргінін

S: Серин

T: Треонін

V: Валін

Задіяний у таких біологічних процесах, як транспорт, транспорт між ендоплазматичним ретикулумом і апаратом Гольджі, альтернативний сплайсинг. 
Локалізований у цитоплазмі, ендоплазматичному ретикулумі, апараті гольджі.